# ジェロニモン
ジェロニモンは、特撮テレビドラマ『ウルトラマン』をはじめとする「ウルトラシリーズ」に登場する架空の怪獣。別名は怪獣酋長。
怪獣を蘇らせる能力を持つことから、ゲーム作品などでは重要な位置づけで登場することが多い。

## 『ウルトラマン』に登場するジェロニモン
『ウルトラマン』第37話「小さな英雄」に登場。
死亡した怪獣を蘇生させる超能力を持ち、今までウルトラマンと科学特捜隊に倒された60体以上の怪獣を蘇らせて大岩山に集結させ、人間に総攻撃をかけようと目論む。手始めにテレスドン、ドラコ、ピグモンを甦らせるが、人間に友好的なピグモンを蘇らせたことが仇となり、自らの目論見を科学特捜隊に知られたため、60体すべての蘇生には失敗する。テレスドンとドラコを科学特捜隊に倒された後、大岩山から現れる。
頭頂部から尻尾にかけては大量の赤い羽根（白、青、黄、黒もわずかながら混じっている）が、顎から首にかけては大量の白い毛が生えているほか、尻尾にも少量の赤い羽根が生えている。ウルトラマンとの戦いでは頭部と尻尾から針のように鋭い羽根を飛ばし、脳波で遠隔操作して手裏剣のようにウルトラマンの胸板や背中へ突き刺すなどダメージを与え、口からは生物や物体を空中に浮遊させるガス状の無重力光線を噴射して攻撃する。しかし、ウルトラマンと組み合った際に背後を取られて頭部と尻尾の羽根の大半をむしり取られたうえ、逆上して放った無重力光線をリバウンド光線で跳ね返されて自身が空中に浮遊させられる。最後は、ウルトラマンに抱え上げられた状態でイデ隊員に新兵器「スパーク8」の一撃を浴びせられ、爆破される。
- スーツアクター：荒垣輝雄[出典 5]
- デザインは成田亨、造型は高山良策による[6]。シーボーズ同様、ゴモラの芯であった金網によってモデリングされたほか、ウルトラマンに抱え上げられた際のカポック製のダミーが製作された[14]。顎鬚は不燃性のボアが使用された[14]。
- 名前はアパッチ族の指導者の1人、ジェロニモに由来する。ジェロニモは通俗的に「酋長」の意味で使われることもあり、こちらの方が意味合いとしては近い。
- 当初のシナリオでは甦らせる怪獣はピグモンのほか、レッドキングとゴモラの予定であった[6][13]。後述の小説版ではこの初期案通り、レッドキングとゴモラを蘇らせる。
- 金城哲夫のノベライズ『怪獣絵物語ウルトラマン』では、ジェロニモンの黒幕はメフィラス星人を中心とする宇宙人たちだったとされており、ジェロニモン自身も宇宙人の1人である「奇妙な宇宙人」が母星から連れて来た怪獣で、第3作戦としてウルトラマン抹殺のために地球へ向かう。当初に想定していた作戦はこれが最後だったため、ジェロニモンがウルトラマンに敗れた後、相次ぐ作戦失敗で宇宙人たちが意気消沈する場面が見られる。
- 尻尾に生えた羽を飛ばす攻撃は、『大怪獣バトル ULTRA MONSTERS』では「フェザーショット」と表記されている。

## 『ウルトラマン Fighting Evolution Rebirth』に登場するジェロニモン
『ウルトラマン Fighting Evolution Rebirth』（『FER』） のウルトラモード EPISODE 09「怪獣酋長の眠り」に登場。
- 必殺技：念力無重力落とし、フェザーショット

「怪獣酋長の眠り」では、無数の怪獣が眠っている怪獣墓場のような雪原地帯にて他の怪獣と共に氷柱の中で眠っていた。ウルトラマンに見つけられると氷柱の中から念力による気弾を撃って退けようとするが、それが不可能と理解すると氷柱から出て直接対峙する。その超能力は以前「スパーク8」で倒された時よりも明らかに強くなっているが、自身の復活はまだ不完全であり、戦闘中に苦しみ始める。撤退するよりも自らの命を削ってでも戦うことを選び、赤いオーラを出した決死の全力状態で戦うが、ウルトラマンに敗れて息絶える。
これまでの作中に現れた再生怪獣（ブルトン、ゴモラ、レッドキング、エレキング、タイラント、カオスヘッダー）を蘇らせた張本人であり、後にメフィラス星人の指示で行っていたことが判明する。
設定上は『ウルトラマン』に登場した個体と同一であるが、こちらは頭部に角が生えており、身体に白い傷があるなどの差異が存在する。
- 『ウルトラマン Fighting Evolution』シリーズには本作品が初登場であり、ポリゴンは新規に作成された。
- 全力状態はウルトラモードのみの登場であり、プレイヤーは操作できない。
- EPISODE 08「進化の果てに」、EPISODE 11「コスモス絶体絶命!」に登場する改造タイラントの意匠には、ジェロニモンの羽飾りが含まれている。

## 『大怪獣バトル ULTRA MONSTERS』に登場するジェロニモン
データカードダス『大怪獣バトル ULTRA MONSTERS』のストーリーモード第1部・第3話「ジェロニモンの恐怖」に登場。元々ブルトンらと手を組んで暗躍していたらしく、主人公に倒された超コッヴとレイキュバスを蘇らせるため、大阪城に現れる。2匹を復活させて自らも戦うが、最終的に主人公に倒される。
ステータスは全体的に低い。必殺技は、倒された応援怪獣を再生させる（RR以降は自身のパワーを500ほど回復させる）「怪獣蘇生」と、劇中使用する「無重力光線」、羽根飾りを敵めがけて飛ばす「フェザーショット」がある。
- 本作品を原作とした漫画『大怪獣バトル ウルトラアドベンチャー』でも同様の役割で登場し、こちらでも倒された怪獣を即座に自身の能力で復活させる戦法を見せる。
- 本作品の四半世紀前を舞台にしたWiiソフト『大怪獣バトルウルトラコロシアム』のEXミッションでは異次元に巣食い、敵を引き込むというヤプール人に似た戦法でプレイヤーを奇襲する。
- ポリゴンは『FER』の流用で、原作のイメージに近付けるために『FER』にあった身体の傷が削除され、色も修正された。ただし、角は残ったままである。
- 「ウルトラ怪獣シリーズ」の2007年新シリーズ用ソフビは、本作品と連動した新規造形である。

## その他
- テレビドラマ『渥美清の泣いてたまるか』の第76話「おお怪獣日本一」には、怪獣ショーの着ぐるみとしてジェロニモンがドラコやメフィラス星人と共に登場する[15][16]。
- 『ウルトラセブン』の未発表作品「宇宙人15+怪獣35」では、15人の宇宙人たちが手を組んで結成された宇宙人連合によって蘇生され、復活する。富士山から東京に向かい、ピグモンの提案した怪獣ファイトをペギラ、レッドキング、ネロンガ、エレキングと共に最後まで残ってウルトラセブンを苦しめるが、セブンを助けに現れた黄金怪獣ゴードに倒されるというシナリオが予定されていた。
- 『ウルトラマンタロウ』放映当時の学年誌の設定では、怪獣軍団に所属してセブンに敗れたエレキングをウルトラマンタロウ抹殺のために再生エレキングとして蘇生させたとされている。この説は、『週刊ウルトラマンオフィシャルデータファイル』でも紹介されている[要ページ番号]。
- 『ウルトラゾーン』第4話のミニコーナー「怪獣漫才」では、エンペラ星人と「アパッチ皇帝」というコンビを組んで漫才をする[17]。また、第5話のアイキャッチでは、サンバダンサーの前で踊っている姿が描かれている[18]。
- 『ウルトラ怪獣擬人化計画feat.POP』で擬人化される。ドラマCD『ウルトラ怪女子』に登場。声優は清水彩香が担当。
- 漫画作品
  - 『決戦!ウルトラ兄弟』では、人間の姿に化身して怪獣軍団を蘇らせようと目論むが、失敗する。正体を現した後は羽を飛ばしてウルトラマンと戦い、敗れる[要ページ番号]。
  - 『ウルトラマン超闘士激伝』では、エンペラ軍の幹部になっており、エンペラ星人に仕える暗黒司祭の地位にある[要ページ番号]。
  - 『ウルトラマンSTORY 0』では、第35話から第40話にかけて登場。第39話では自身の能力で10体の怪獣を復活させる[要ページ番号]。
  - 『ウルトラジャーニー ツインテール少女とツインテールな僕』では、様々な世界の記憶が宿る神樹マルスの存在する世界の住人として登場する。マルスの知恵を狙うサバトの杖に自身の知恵を送り込むことでマルスを守るが、自身はトカゲ大のサイズに退化した。

### 過去の映像を流用しての登場
いずれも映像は初登場作品の流用。
『ウルトラマンZOFFY ウルトラの戦士VS大怪獣軍団』
ウルトラマンとの戦闘シーンは、ウルトラバリヤーで無重力光線を跳ね返されて空中に持ち上がったところで終わっている。
『甦れ!ウルトラマン』
怪獣総進撃を予期したハヤタのイメージ映像に登場。
『ウルトラマンティガ』
第49話のEDに登場。
『ウルトラマンボーイのウルころ』
「怪獣の威厳!?の巻」に登場。